# Szakács Imre (festő)
Szakács Imre (Budapest, 1948. október 15. –) festőművész.

## Pályafutása
1963-tól 1967-ig a Képző-és Iparművészeti Szakközépiskolába járt, majd 1975 és 1978 között a hamburgi Képzőművészeti Főiskolán tanult, mesterei Udo Philokat, Erdős Géza és Szalai Zoltán. 1969 óta állítja ki műveit külföldi és magyarországi tárlatokon. Tagja volt 1973 és 1976 között az Alsószászországi Képzőművészeti Szövetségnek. 1989-től a Szentendrei Grafikai Műhely tagja, a szentendrei Műhely Galéria Egyesület és a Szentendre Művészetéért Alapítvány alapító tagja. 1995-től Szentendrén él és az ottani Régi Művésztelepen dolgozik, 1999-től Szentendrei Régi Művésztelep Kulturális Egyesület elnöke. 2011-től tagja a Szolnoki Művészeti Egyesületnek.

## Egyéni kiállítások
- 1977, 1984 • Modern Művészeti Galéria, Hamburg
- 1988 • Művésztelepi Galéria, Szentendre
- 1989 • Óbudai Művelődési Központ, Budapest
- 1990 • Keresztény Múzeum, Esztergom
- 1993 • Duna Galéria, Budapest • Obelisk G., Nicosia • Fekete Galéria, Pannonhalma
- 1994 • Kreism., Bersenbrück
- 1995 • TM Galéria • Mithras Galéria, Budapest
- 1996 • Matrica Múzeum, Százhalombatta
- 1997 • Szentendrei Képtár, Szentendre • Dömös Galéria, Dömös
- 1998 • Magyarok Háza
- 1999 • Volksbank G., Wertheim [Csókás Emesével] • G. am Schloss, Weimar
- 2000 • Königsmünster apátság, Meschede.

## Válogatott csoportos kiállítások
- 1971 • Óbudai Művelődési Központ, Budapest
- 1974 • Kunsthaus, Hannover
- 1978 • Tavaszi Tárlat, Salgótarján
- 1980 • Nemzetközi Aktkiállítás, G. Mensch, Hamburg
- 1982-től valamennyi Szentendrei és Pest megyei Tárlat, Képtár, Szentendre
- 1983 • I. Táblaképfestészeti Biennálé, Szeged • Szentendrei Művészet, Athén • Ankara • Isztambul
- 1991 • Edmonton (CA) • Klagenfurt (A) • Arcképfestészeti Biennálé, Hatvan
- 1993 • Szentendrei Művészek Tárlata, Városi Múzeum, Wertheim • G. Contact, Böblingen • Magyar Napok, Hotel Ramada, Szöul
- 1994 • Európa elrablása, Vigadó Galéria, Budapest
- 1995 • A Szentendrei Műhely Galéria Egyesület kiállítása, Vigadó Galéria, Budapest • Művésztelep '95, Művésztelepi Galéria, Szentendre
- 1996 • VI. Országos Táblaképfestészeti Biennálé, Móra Ferenc Múzeum, Szeged
- 1997 • III. Országos Pasztell Biennálé, Balassa Bálint Múzeum, Esztergom • Budapest 125 éves, Budapest Galéria, Budapest
- 1998 • Ecce Homo, Vigadó Galéria, Budapest
- 1999 • Szentendrei Tárlat, MűvészetMalom, Szentendre
- 2000 • A 70 éves szentendrei Régi Művésztelep kiállítása, MűvészetMalom, Szentendre • Pest Megyei Tárlat, MűvészetMalom, Szentendre • Szín-Tér 2000, Millenniumi Szalon.

## Művek közgyűjteményekben
Ferenczy Múzeum, Szentendre • Keresztény Múzeum, Esztergom.

## Köztéri művei
- pannók (Toronto • Marathon Building • Ontario Place Hotel • Ramada Inn)
- szekkó (Újharangod, katolikus templom)